# 古浪北站
古浪北站位於甘肅省武威市古浪縣，是兰张高速铁路沿线高鐵站，於2024年6月29日正式開通運營。

## 车站设计
古浪北站设计的主题是“雄关天堑，钟灵毓秀”，站房造型模仿长城烽火台。主体建筑设计采用了古浪古城墙和钟楼特征，凸显了古浪本地特色，体现了历史文化底蕴，古浪北站建筑总面积2998.7㎡，站场规模为2台4线，设计最高聚集人数为600人。

## 历史沿革
2018年5月29日，甘肃省住建厅发布《关于新建铁路兰州至张掖三四线中川机场至武威段规划选址的公示》
2022年8月，古浪北站開工
2023年10月，古浪北站站房主体及二次结构完工
2024年
3月28日，启动全线联调联试
5月8日，兰张高铁中川机场至武威东段进入30天的运行试验阶段
6月29日，中川机场至武威段正式开通运行，古浪北站同步投入运营

## 周边设施
集散广场
休闲活动区
生态停车场（车位305个）
公交车调度中心